# Sektion Mittenwald des Deutschen Alpenvereins
Die Sektion Mittenwald des Deutschen Alpenvereins (DAV) e. V. (kurz DAV Mittenwald) ist eine Sektion des Deutschen Alpenvereins in Mittenwald. Sie wurde am 20. Januar 1874 gegründet. Der DAV Mittenwald ist somit eine der ältesten Sektionen des Deutschen Alpenvereins und hat 3.422 Mitglieder (Stand: 31. Dezember 2024).

## Geschichte
Nur wenige Monate nach der Verschmelzung des Deutschen und Österreichischen Alpenvereins zum Deutschen und Österreichischen Alpenverein wurde am 20. Januar 1874 im Hotel zur Post die Sektion Mittenwald ins Leben gerufen. Ihr Gründer und erster Vorsitzender war der Schriftsteller Heinrich Noë. Zur Gründungsversammlung kamen 21 Männer und eine Frau zusammen, 8 weitere Personen traten später noch bei, sodass die Sektion am Ende des ersten Jahres aus 30 Mitgliedern bestand. Die Unterstandshütte am Kranzberg wurde im Jahr 1879 das erste Mal errichtet, durch Stürme im Jahr 1888 und 1892 wurde die Kranzberg-Hütte zerstört und jeweils danach gleich wieder aufgebaut. Das Jahr 1899 brachte einen tiefen Einschnitt in den Mitgliederbestand. Die Zahl von 297 verminderte sich drastisch, als 175 Münchner Herren ihren Austritt erklärten, um in einer eigenen Sektion ihre Interessen besser wahrnehmen zu können. Ein Grund dafür war, dass die Sektion zu viel Geld für Fremdenverkehrsbelange und zu wenig für den großen Alpinismus tat. Dieser Schritt war verständlich und so blieb es der Sektion nur vorbehalten, ihren ehemaligen Mitgliedern zur Gründung ihrer Sektion Oberland zu gratulieren.
Eine Arbeiterunterkunft am Karwendelsteig wurde 1888 vollständig umgebaut und als heizbare unverschlossene Unterstandshütte für Touristen hergerichtet. Die ab 1921 einfach bewirtschaftete Karwendel-Hütte, vom Pächter auf dessen Kosten hierfür notdürftig erweitert, musste 1934 einem neuen, geräumigeren Gebäude Platz machen. Der Name Karwendel-Hütte wurde in Mittenwalder Hütte geändert.
Mit dem Anwachsen der Touristik wurde auch die Frage der Rettung aus Bergnot akut, was die Sektion schon 1909 veranlasste, für die Bergwelt um Mittenwald aus den eigenen Reihen eine alpine Rettungsgruppe zu bilden. In späteren Jahren übernahm diese Aufgabe der Bergrettungsdienst. Im Dezember 1919 gründete sich die Schiabteilung, die zwei Jahre später im allgemeinen Einvernehmen aus wirtschaftlichen Gründen sich dem Verkehrs- und Sportverein anschloss und aus der 1931 der Schiclub Mittenwald entstand. Am 17. Juli 1921 konnte das ehemalige großherzogliche Jagdschloss auf der Fereinsalm eingeweiht werden, es wurde nach den in Erinnerung an den fürstlichen Jagdherrn Großherzog-Adolf-Haus benannt. Ab 1933 hieß dieser Stützpunkt Krinner-Kofler-Hütte zum Andenken an die beiden extrem Bergsteiger der Sektion, die 1932 an der Aiguille du Dru im Mont-Blanc-Massiv den Tod fanden.
Nach dem Zweiten Weltkrieg hörte jegliches Vereinsleben auf. Lange, bevor der Deutsche Alpenverein am 22. Oktober 1950 in Würzburg neu gegründet werden konnte, war es gelungen, in Mittenwald die Sektionsarbeit wieder aufzunehmen. Schon am 18. Februar 1946 wurde von der amerikanischen Militärregierung die Vereinstätigkeit genehmigt. 1965 erwarb die Sektion die Brunnsteinhütte, deren gründliche Restaurierung erforderlich war. Aus dem Verkauf der Kranzberghütte, die seit langem außerhalb des Interesses der Sektion lag, wurde der Ankauf der Hütte am Brunnsteinweg mitfinanziert. Im Jahr 1967 bekam die Mittenwalder Hütte eine schon lange geplante Materialseilbahn.
Für die Sektion war in den letzten Jahren die Schaffung zweier Höhenwege eine herausfordernde Aufgabe. Das sind einmal der 1971 entstandene Heinrich-Noë-Weg, der von der Karwendelgrube zur Brunnsteinhütte verläuft, und der 1972 bis 1973 gebaute Mittenwalder Höhenweg, ein Klettersteig, der sich ziemlich genau an den Karwendelgrat hält und von der Westlichen Karwendelgrube bis zur Brunnsteinspitze hinüberzieht. 1974 war ein Krisenjahr. Durch Unstimmigkeiten in der Geschäftsführung war das Vertrauensverhältnis auf allen Ebenen nachhaltig gestört, die Sektion finanziell am Ende. Der Verwaltungsausschuss des Hauptverein wollte die Sektion auflösen und Mitglieder, Hütten und Arbeitsgebiete einer anderen Sektion zuschlagen. Einigen Vorstandsmitgliedern gelang es, in vielen Gesprächen beim Hauptverein neues Vertrauen zu gewinnen und mit dessen tatkräftiger Hilfe und Unterstützung die Sektionsfinanzen zu sanieren. Seit 1987 unterhält die Sektion eine Patenschaft mit der Sektion Koblenz, aus der zahlreiche Bekanntschaften und Freundschaften hervorgegangen sind. Die Koblenzer Sektionsfreunde waren beim Steigbau zum Lindenkopf außergewöhnlich aktiv. Die Stelle mit der 30 Meter langen Leiter erhielt daher den Namen Koblenzer Stich.
Die Marktgemeinde Mittenwald überließ der Sektion im Jahr 1990 im Bürgerhaus einen Raum, der als Jugendraum mit Kletterwand und Sprossenwand eingerichtet wurde. Im Herbst 2008 wurde das Vereinsheim im Ried realisiert. Für einen Lawinenschutzwall an der Rainlähne musste die Talstation der Materialseilbahn der Mittenwalder Hütte versetzt werden. Die Arbeiten dauerten von 2016 bis ins Jahr 2019. Ebenfalls mit großem Aufwand wurde die mindestens 50 Jahre alte Stützmauer der Terrasse der Mittenwalder Hütte, die sich gesenkt hatte, 2020 erneuert.

## Sektionsvorsitzende
Eine chronologische Übersicht über alle Präsidenten der Sektion seit Gründung.
| Amtszeit  | Präsident            | Anmerkung                |
| --------- | -------------------- | ------------------------ |
| 1874–1876 | Heinrich Noë         | Schriftsteller           |
| 1877      | Jakob Magin          | Tierarzt                 |
| 1878–1882 | Matthias Neuner      | Verleger                 |
| 1883–1885 | Alexander Kopp       | kgl. Forstmeister        |
| 1886–1905 | Georg Tiefenbrunner  | Hofinstrumentenfabrikant |
| 1906–1910 | Josef Neuner         | kgl. Posthalter          |
| 1911–1916 | Johann Neuner        | Brauereibesitzer         |
| 1917–1928 | Franz Xaver Nüchtern | Bahnvorstand             |
| 1929–1945 | Karl Streng          | Bankier                  |
| 1946–1950 | Eduard Hildebrand    | Kaufmann                 |
| 1951–1959 | Josef Engstler       | Kurdirektor              |
| 1960–1962 | Josef Frank          | Schlossermeister         |
| 1963–1974 | Walter Trommsdorff   | Oberregierungsrat        |
| 1974–1988 | Rudolf Sonnenbichler | BB-Beamter               |
| 1988–1994 | Helmut Rothmann      | Steuerberater            |
| 1994–2024 | Max Schmidt          | Lehrer                   |
| 2024–     | Anton Gilg           |                          |

## Hütten der Sektion
Karwendel
- Brunnsteinhütte, 1523 m
- Krinner-Kofler-Hütte, 1407 m (ehemals Großherzog-Adolf-Haus)
- Mittenwalder Hütte, 1518 m (ehemals Karwendel-Hütte)

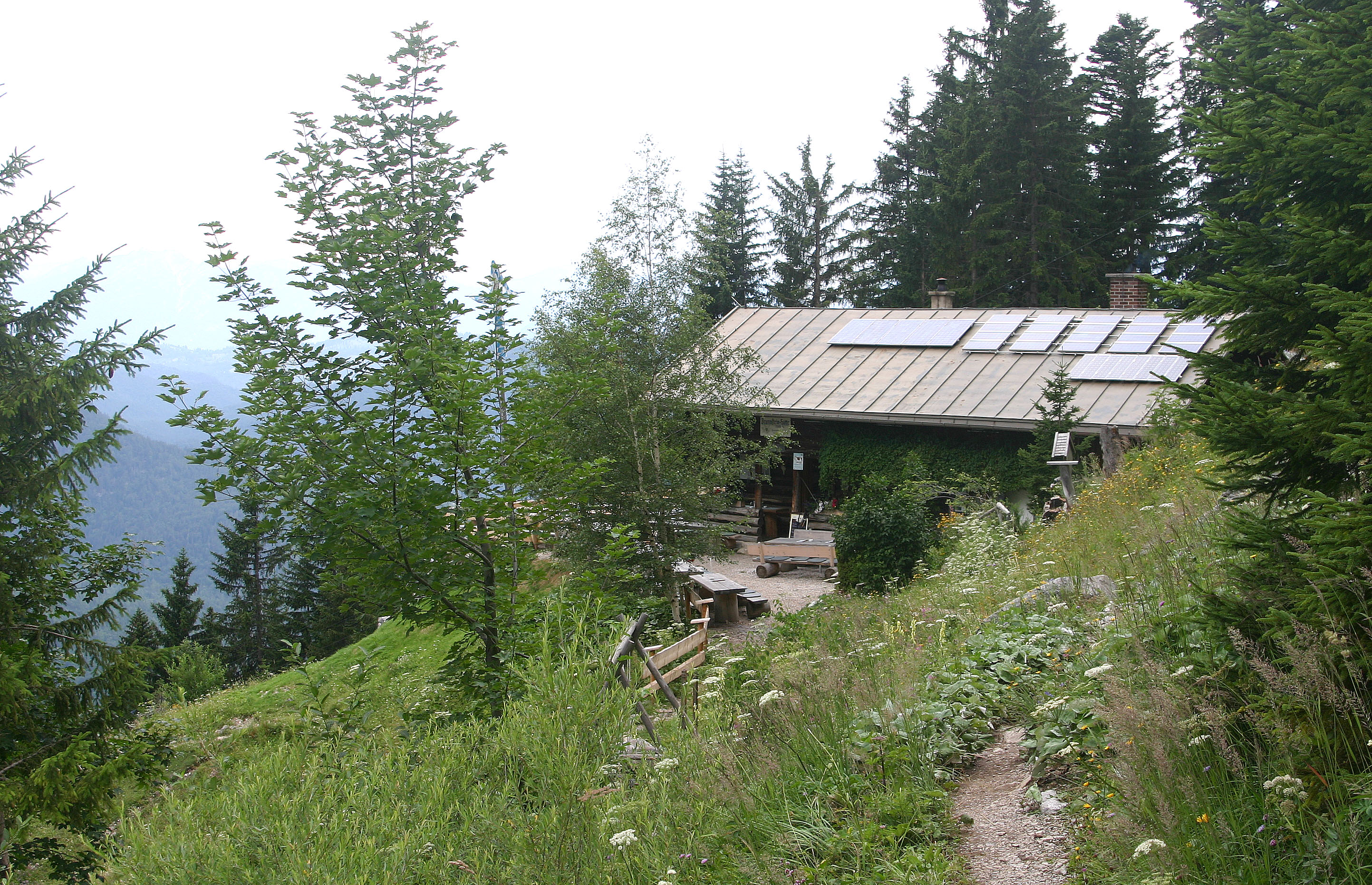
Die Brunnsteinhütte von Süden
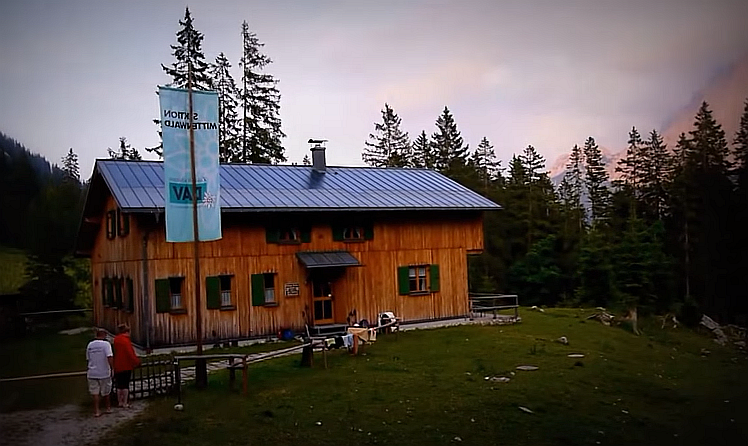
Krinner-Kofler-Hütte im Juli 2013
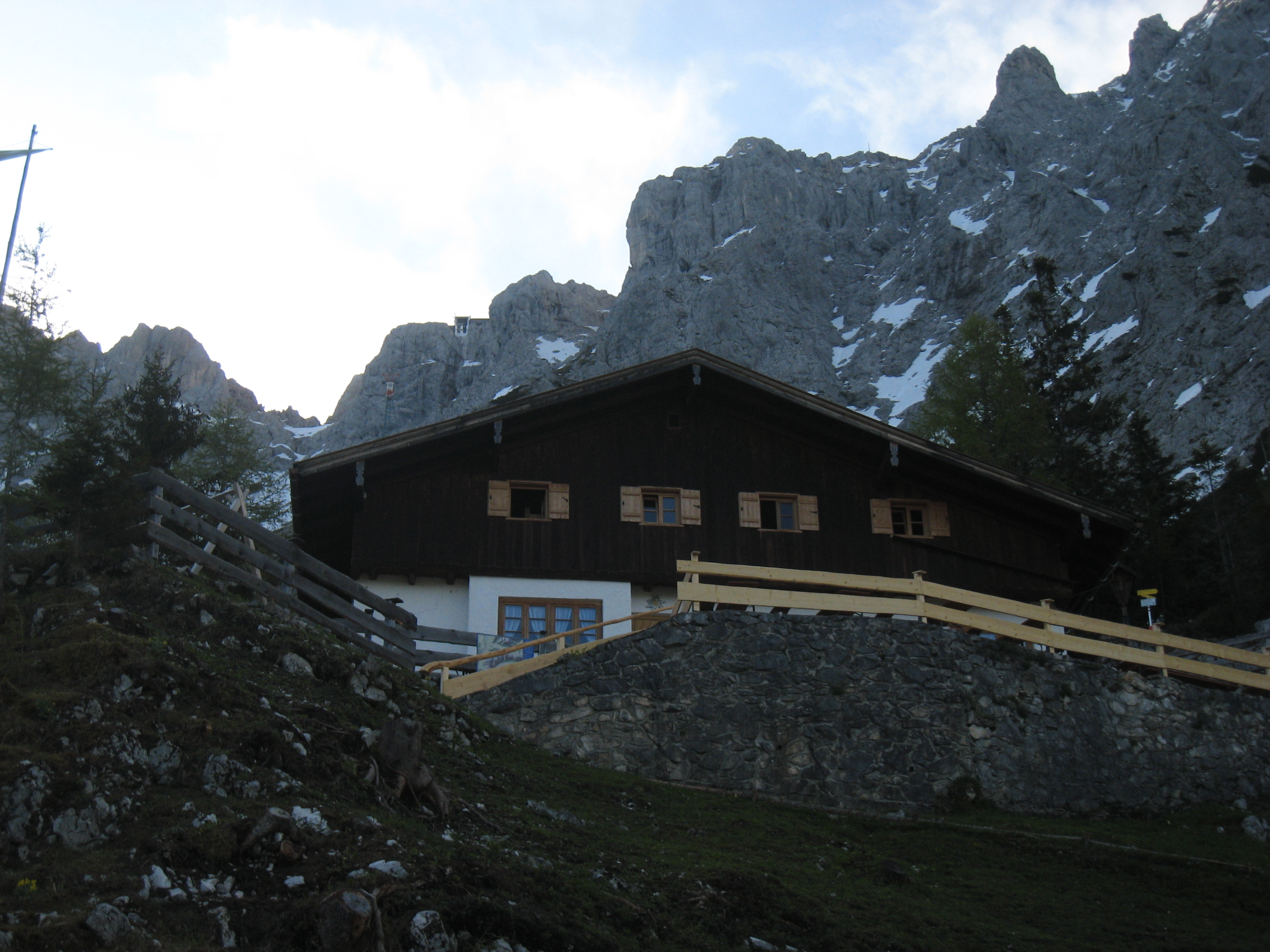
Blick auf die Mittenwalder Hütte

### Ehemalige Hütte der Sektion
- Kranzberg-Hütte (verkauft)

## Kletteranlage und Wege der Sektion
- Hochseilgarten mit Kletteranlage Campingplatz Isarhorn
- Mittenwalder Höhenweg, auch (Mittenwalder Klettersteig)[10]
- Karwendelsteig[11]
- Heinrich-Noë-Steig[12], benannt nach Heinrich Noé.